# Västra Abborrtjärnen, Dalarna
Västra Abborrtjärnen är en sjö i Rättviks kommun i Dalarna och ingår i Dalälvens huvudavrinningsområde. Sjöns area är 0,025 kvadratkilometer och den befinner sig 284 meter över havet.